# Osyp Buraczynski
Osyp Buraczynski, ukr. О́сип Бурачи́нський (ur. 12 sierpnia 1877 we wsi Krzyworównia, zm. 29 lutego 1948 w Chojnicach) – ukraiński działacz polityczny i społeczny na Bukowinie.
Z zawodu radca sądowy. W latach 1911–1918 był posłem do Sejmu Krajowego Bukowiny, w czasie istnienia Zachodnioukraińskiej Republiki Ludowej był członkiem Ukraińskiej Rady Narodowej i państwowym sekretarzem sądownictwa ZURL. W okresie międzywojennym prowadził praktykę adwokacką we Lwowie i w Stanisławowie, w latach 30. był dyrektorem sądu okręgowego w Starogardzie Gdańskim i Chojnicach.